# Bart Wessel
Bart Wessel (* 1958) ist ein niederländischer Ingenieur für Technische Physik, Fachmann für Informationstechnik, Funkamateur (Amateurfunkrufzeichen PA3GYU) und Technikhistoriker aus Venray. Sein Fokus liegt auf der Geschichte der Kryptografie. Dabei interessiert er sich insbesondere für Rotor-Chiffriermaschinen, wie sie während des Zweiten Weltkriegs von  alliierter oder deutscher Seite eingesetzt wurden, sowie Schlüsselmaschinen aus der Zeit des Kalten Kriegs.
Dazu gehören insbesondere die deutsche „Enigma“, eine elektromechanische Maschine, die in Stückzahlen von mehreren zehntausend von der Wehrmacht verwendet wurde, sowie die C‑52 und CX‑52, mechanische Rotor-Chiffriermaschinen, die ab 1952, also während der Frühzeit des Kalten Krieges, durch den schwedischen Erfinder und Unternehmer Boris Hagelin von dessen Crypto AG hergestellt wurden. Zu diesen hat Bart Wessel eine ausführliche Analyse verfasst, die als PDF frei verfügbar ist (siehe auch: Schriften).

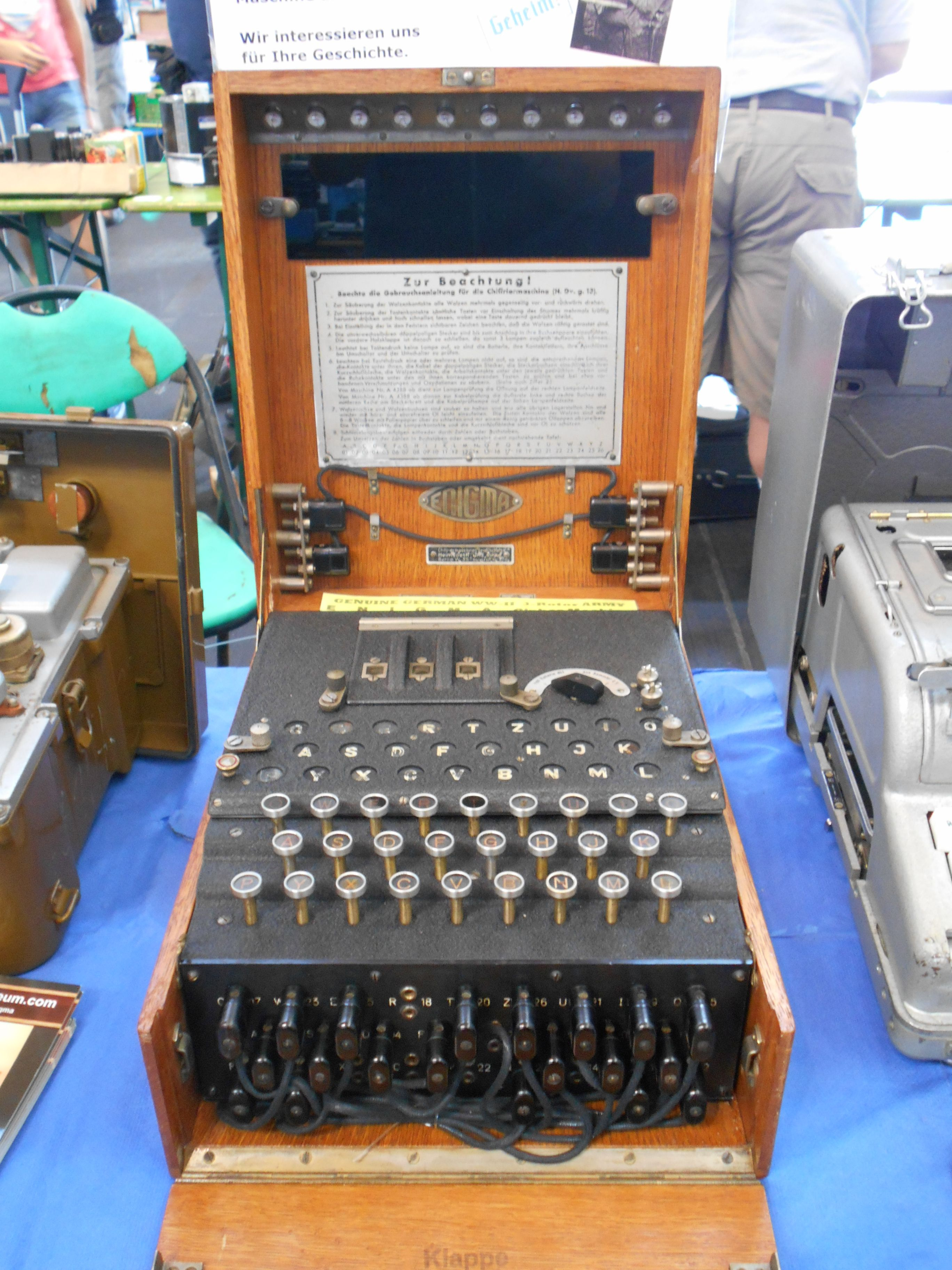
Eine echte „Enigma“, ebenfalls auf der Ham Radio ausgestellt, der die Enigma R.D.E. sehr nahe kommt (2016)

Darüber hinaus engagiert er sich seit mehreren Jahren für das seit 2019 an der Hochschule der Medien (HdM) in Stuttgart laufende Projekt Enigma R.D.E. Die etwas kryptische Abkürzung, lautmalerisch als „ready“ (deutsch fertig) gelesen, steht dabei für „Runterladen – Drucken – Einschalten“. Ziel des Projekts war die Erstellung einer Vorlage, um anschließend die benötigten Einzelteile für eine Enigma-Kopie mithilfe eines 3D‑Druckers kostengünstig (für wenige hundert Euro) herstellen zu können.
Dies ist inzwischen gelungen. Seit Sommer 2022 gibt es eine von der HdM veröffentlichte Bauanleitung, die gratis verfügbar ist (siehe auch: Weblinks). Die Materialkosten belaufen sich auf rund 300 €. Zusammengesetzt ergibt sich die funktionsfähige Maschine.
Auf der Ham Radio, einer jährlich im Sommer in Friedrichshafen stattfindenden Amateurfunk-Messe, auf der traditionell auch Kryptografie präsentiert wird, zeigte Bart Wessel im Juni 2023 eine fertige Enigma R.D.E. am Enigma-Stand (siehe auch: Foto unter Weblinks), an dem zugleich auch eine originale Enigma I zu sehen war.

## Schriften (Auswahl)
- The Hagelin Cryptographers C‑52 and CX‑52. In: Crypto Museum. 24. Februar 2021 (englisch, cryptomuseum.com [PDF; 3,6 MB]).